# Gloria Kemasuode
Gloria E. Kemasuode-Ubiebor, nigerijska atletinja, * 30. december 1979, Delta, Nigerija.
Nastopila je na olimpijskih igrah v letih 2004 in 2008, ko je osvojila srebrno medaljo v štafeti 4×100 m, leta 2004 pa sedmo mesto. Na afriških prvenstvih je osvojila dva naslova prvakinje v isti disciplini v letih 2004  in 2008. Leta 2009 je prejela dvoletno prepoved nastopanja zaradi dopinga.